# Pelophylax demarchii
Espèce
Synonymes
- Rana demarchii Scortecci, 1929

Statut de conservation UICN

 DD  : Données insuffisantes
Pelophylax demarchii est une espèce d'amphibiens de la famille des Ranidae.

## Répartition
Cette espèce est endémique d'Érythrée. De fait elle n'est connue que par deux anciens spécimens dont un seul est encore visible,.

## Étymologie
Cette espèce est nommée en l'honneur de Marco de Marchi (1872-1936).

## Publication originale
- Scortecci, 1929 : Contributo alla conoscenza degli anfibi dell Eritrea. Atti della Societa Italiana di Scienze Naturali e del Museo Civico di Storia Naturale di Milano, vol. 68, p. 175-192.